# Мусанґса
Мусанґса — дзен-буддійський храм поблизу міста Теджон, Південна Корея. Протягом року у храмі проводяться численні ретрити. Відвідувачі, отримавши згоду настоятеля, приїжджають у суботу. У храмі стало практикує велике число іноземців з традиції Кван Ум.
Храм закладено у 2000 році з ініціативи майстра дзену Сунг Сана. Корейський наставник мав за мету забезпечити не-корейцям можливість долучитися до автентичної дзенівської практики.
Інша особливість храму — це єдине місце в Кореї де так звані «чотири родини буддизму» — ченці, черниці, миряни та мирянки — практикують дзен разом. За словами нинішнього дзен-майстра храму, Де Бонґа, «така практика одних надихає, а інших позбавляє пихи, не дає відчути себе особливим — недолік, що часто зустрічається внаслідок традиційної сеґреґації монахів та мирян»[джерело?].

## Галерея

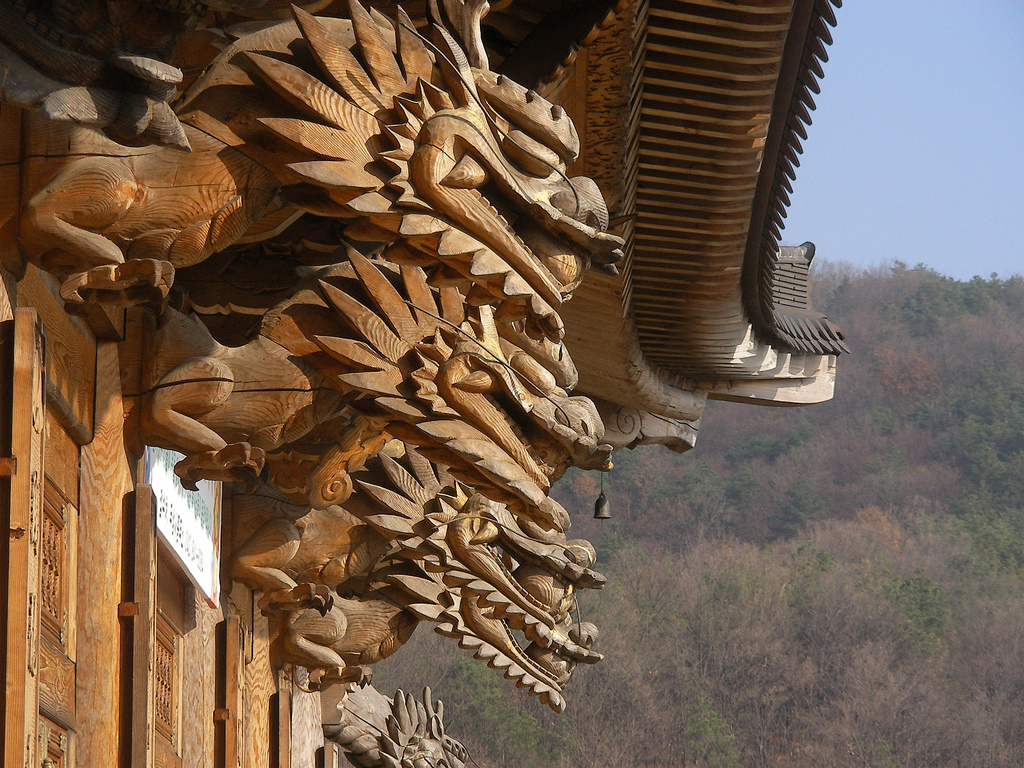
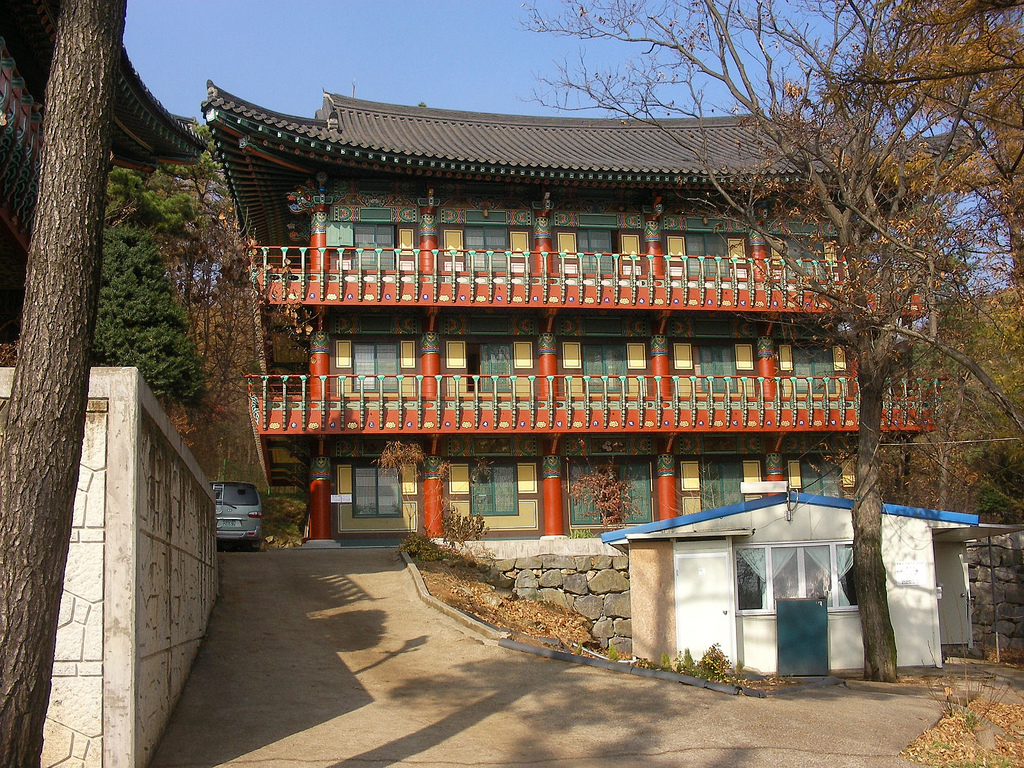
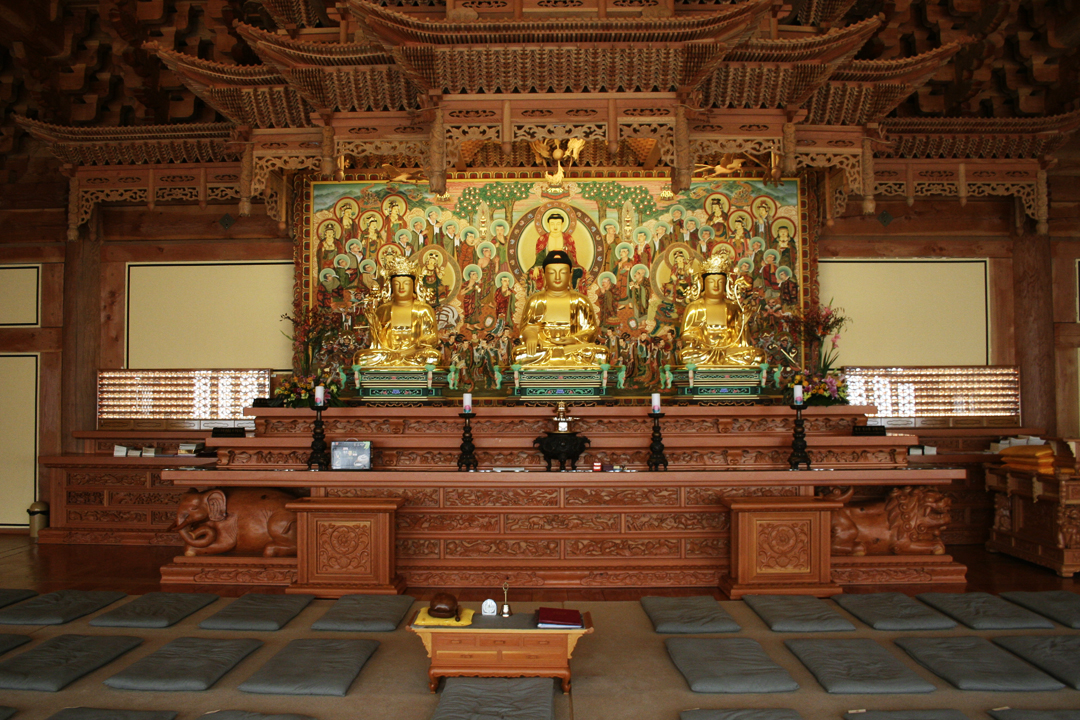
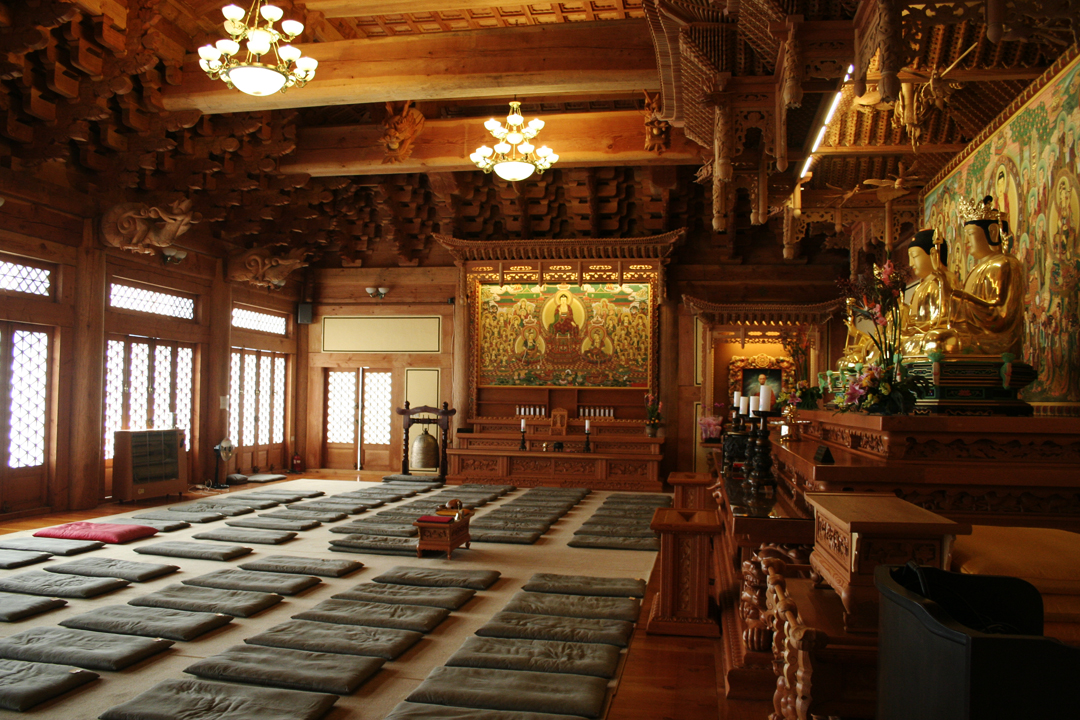
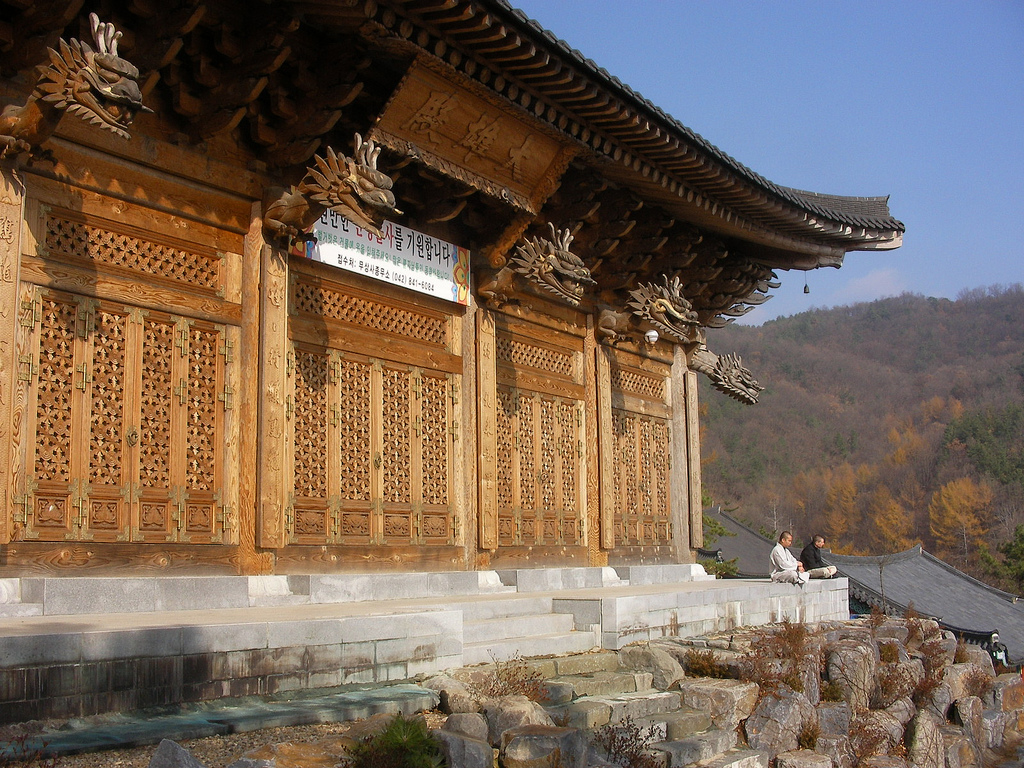
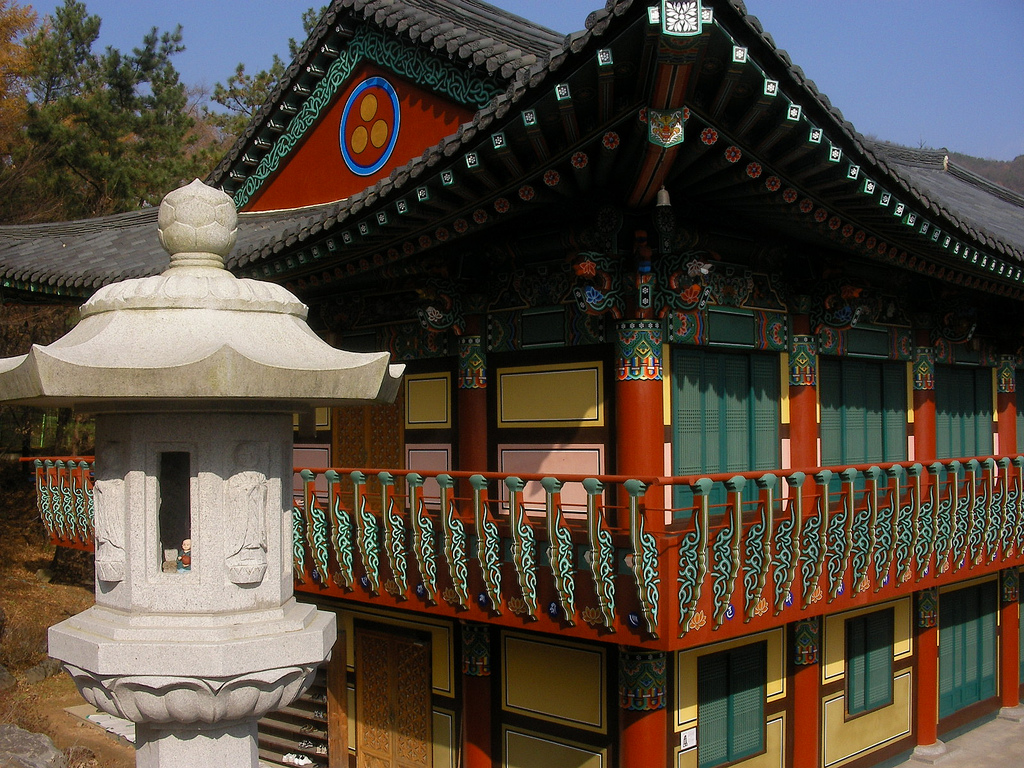